# Gryllomimus
A Gryllomimus rovarnem, a Gryllomiminae alcsalád egyetlen neme, a tücsökfélék (Gryllidae) családjában.
A nem mindkét faja Afrikában él, mindkettő Afrika középső részén, az egyik a keleti, a másik a nyugati oldalon.

## Rendszerezésük
Az alcsaládhoz csupán egyetlen nem, ezen belül 2 faj tartozik, ezzel a család legkisebb alcsaládja.
- Gryllomimus (Chopard, 1936)
  - Gryllomimus chopardi (Ebner, 1935)
  - Gryllomimus perfectus (Gorochov, 1986)